# Hiroaki Hirata
Hiroaki Hirata (平田 広明, * 7. August 1963) ist ein japanischer Schauspieler und Synchronsprecher. Er ist der Gründer von Hirata Production.

## Karriere
Nach seinem Abschluss an der Tokyo Metropolitan Toshima High School besuchte Hirata die Subaru Theater School und trat dann der Theatre Company Subaru bei. Sein erster Bühnenauftritt war 1986 in Shakespeares Ein Sommernachtstraum. Während er als Bühnendarsteller arbeitete, begann auch seine Karriere als Synchronsprecher und Sprecher in Animationsfilmen.
In Japan ist er Synchronsprecher von Johnny Depp, Matt Damon, Noah Wyle, Matt LeBlanc, Jude Law, Ewan McGregor und Josh Hartnett.
Im Jahr 2011 spielte er die Hauptfigur Kotetsu T. Kaburagi in dem Anime Tiger & Bunny und gewann den 11. Tokyo Anime Award für den besten Synchronsprecher und den  Seiyu Awards für den besten Schauspieler in einer Hauptrolle. Im selben Jahr verließ er die Theater Company Subaru, für die er 27 Jahre lang gearbeitet hatte, und gründete eine eigene Firma, die Hirata Production Japan.